# Nakenbad (plats)

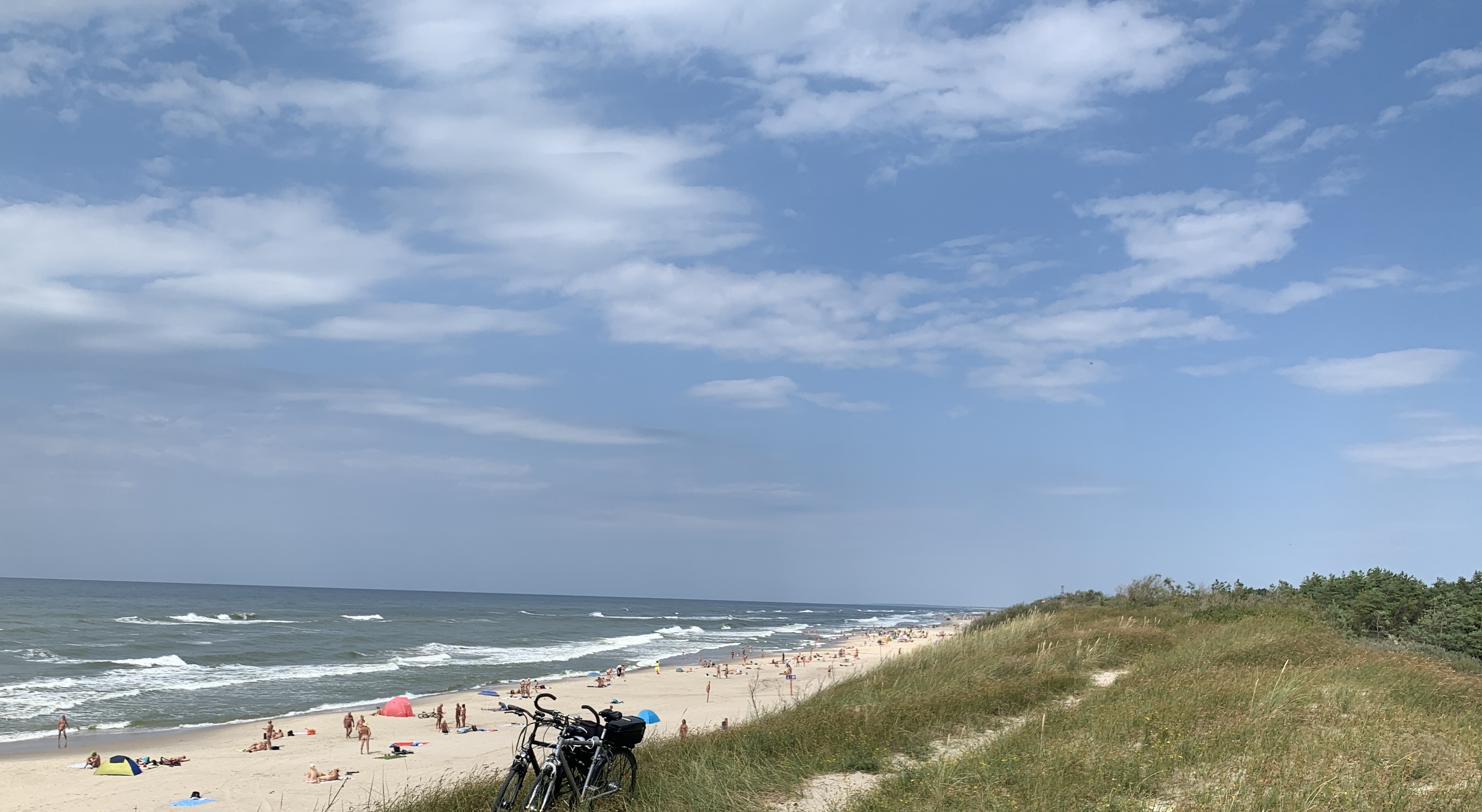
Nudiststrand i Nida, Litauen

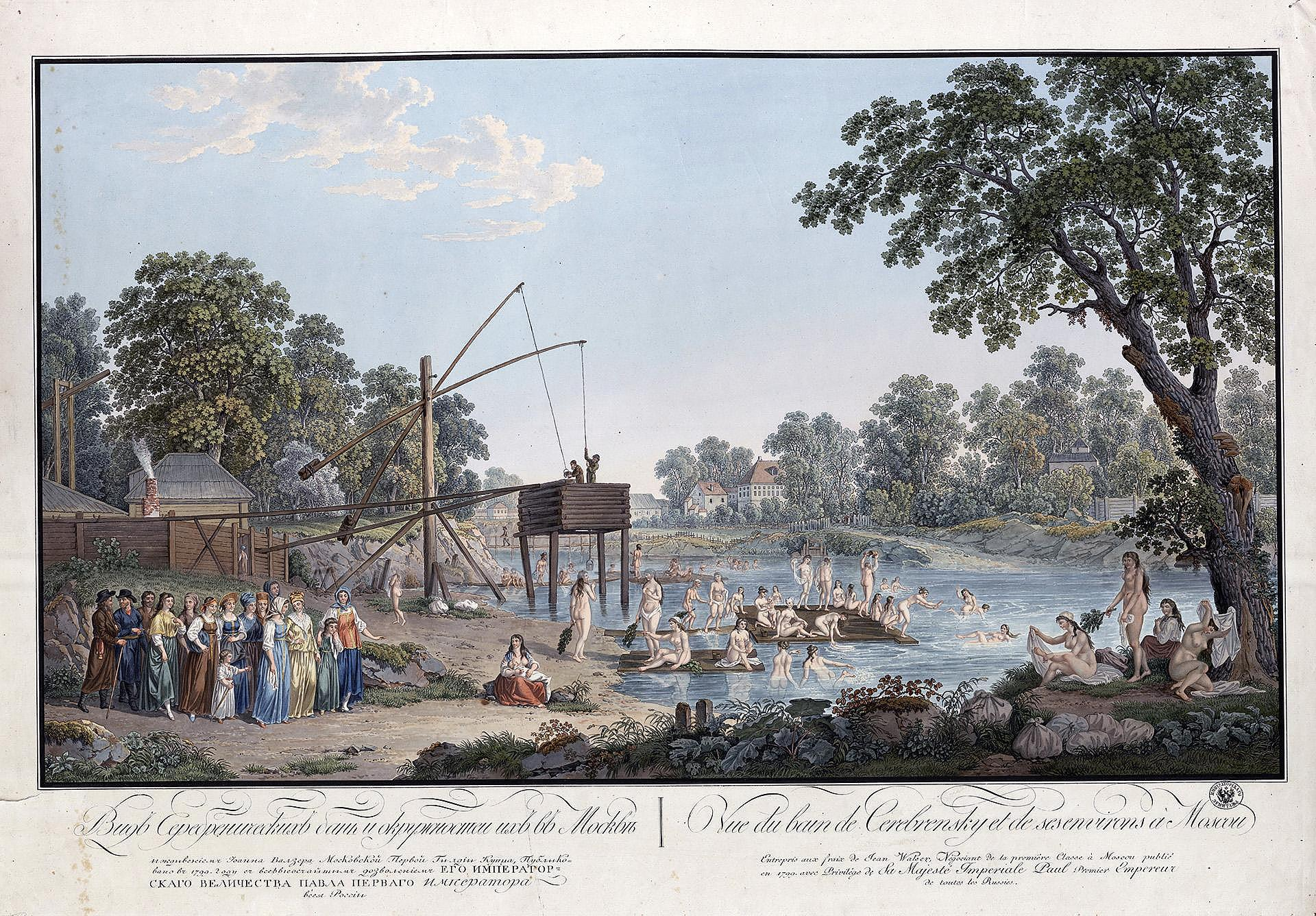
Serebryanichesky-baden vid floden Jauza i Moskva. Från serien "Tolv vyer från Moskva" av Gérard de la Barthe, 1799 (etsning av Matthias Gottfried Eichler).

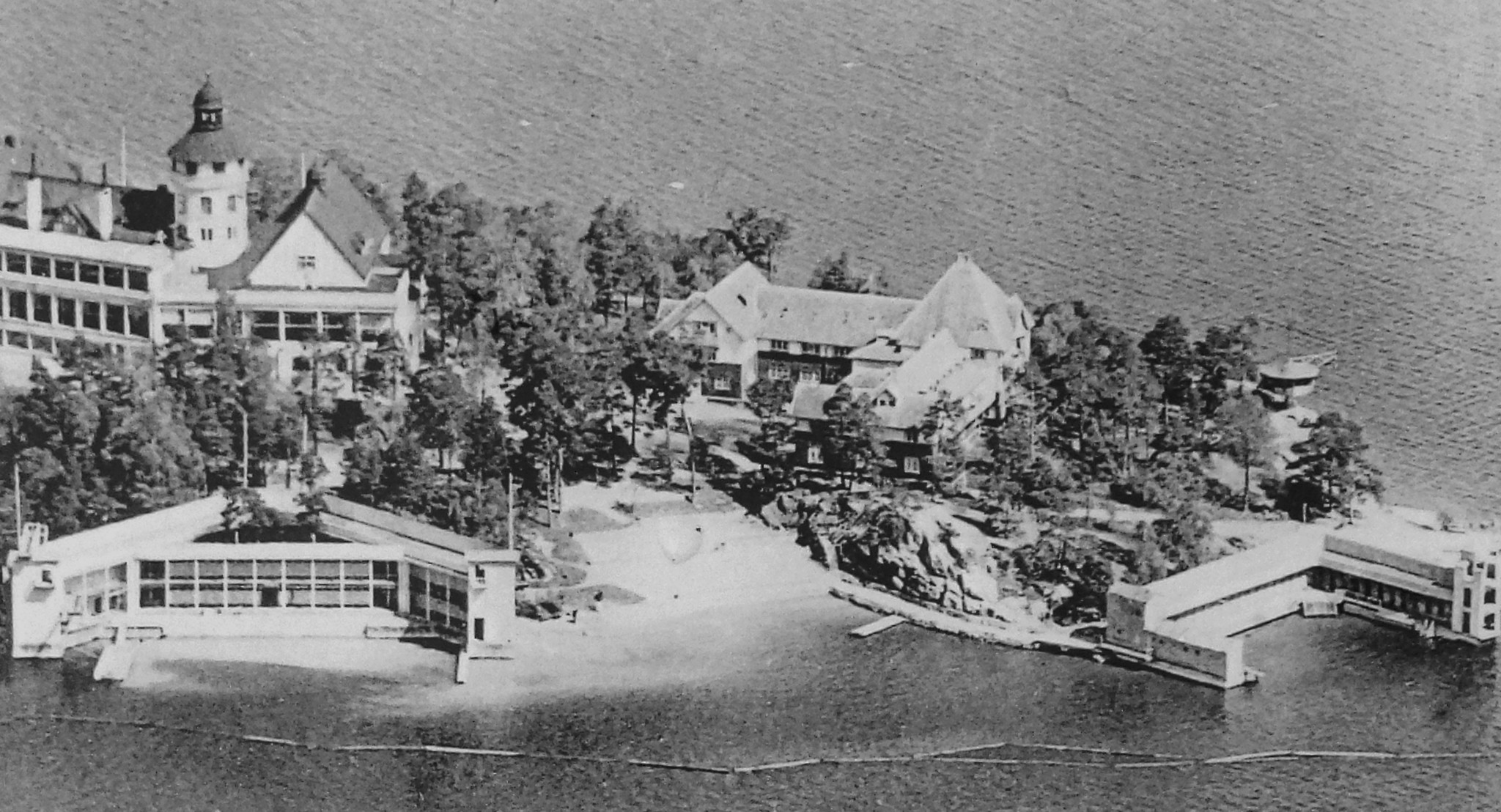
Saltsjöbadens friluftsbad omkr 1930 med separata badplatser för herrar och damer. Herrbadet uppfört 1925, dambadet äldre.

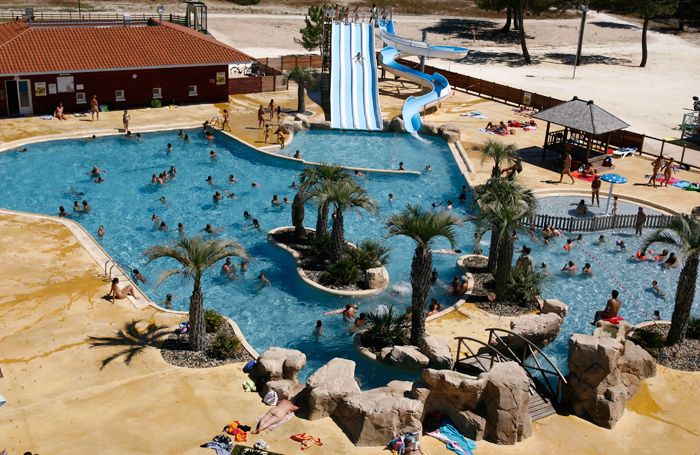
Naturistanläggningen CHM Montalivet grundades 1950 vid Aquitaine-kusten där nakenbad då hade förekommit länge.

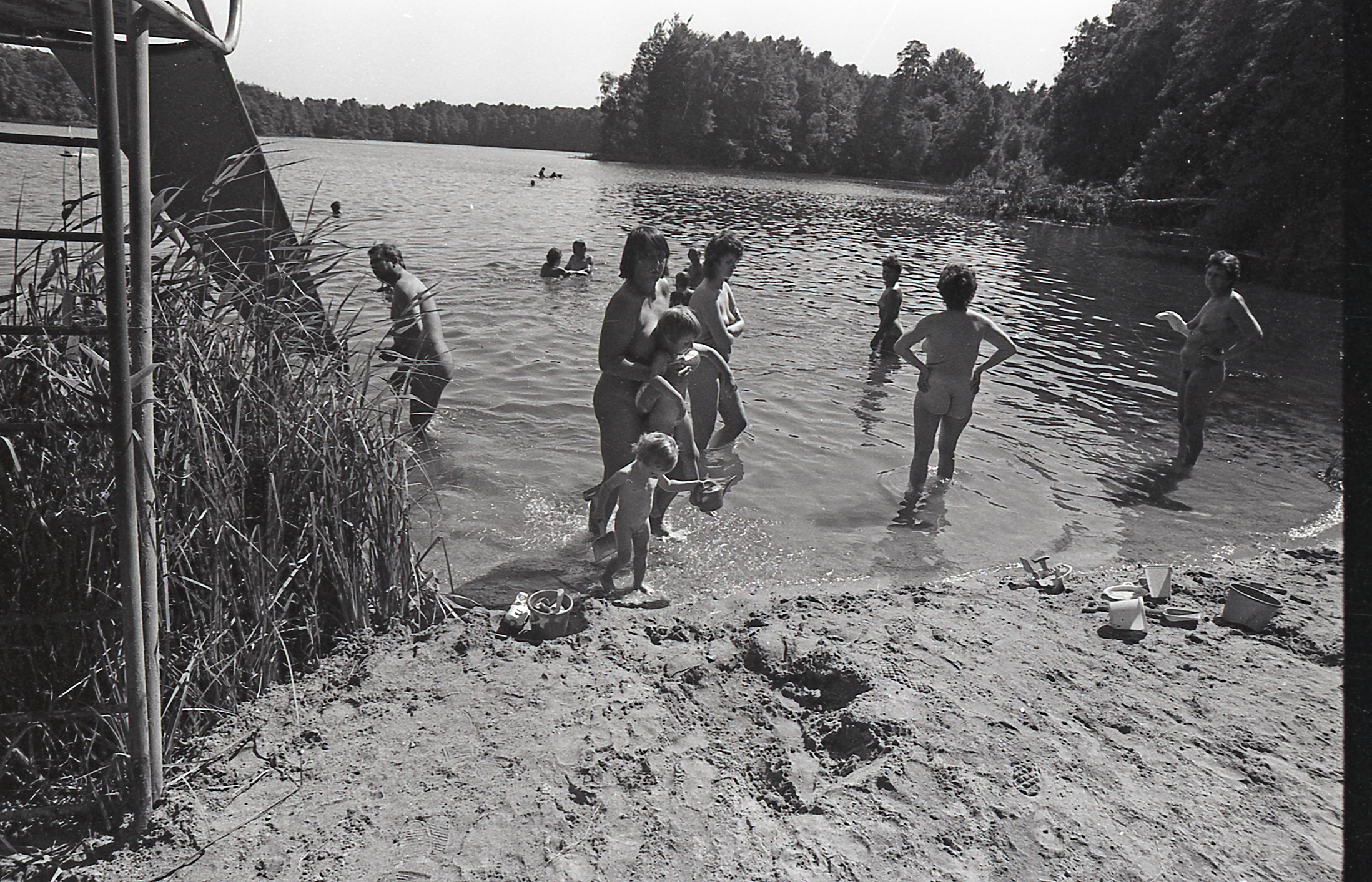
Badplats vid tiefer Bugsinsee vid Joachimsthal, norr om Berlin, DDR 1983.

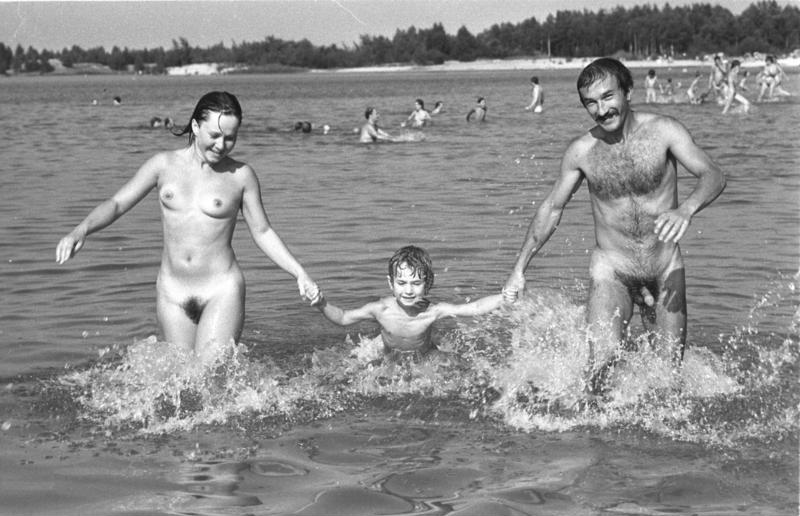
Naturistbad vid Senftenberger See, Brandenburg 1983

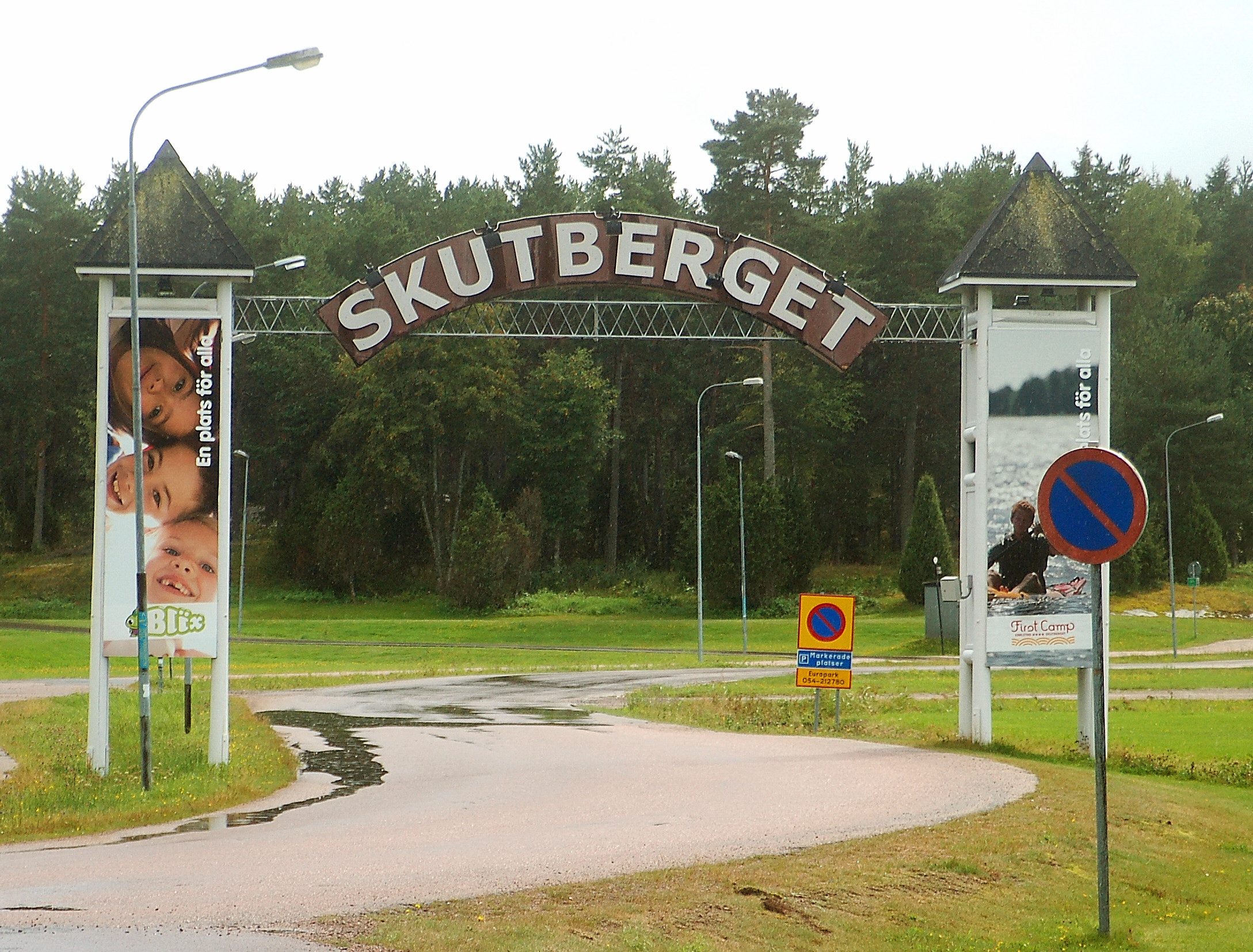
Skutberget i Karlstad har varit nakenbad sedan 1940-talet. Foto 2014.

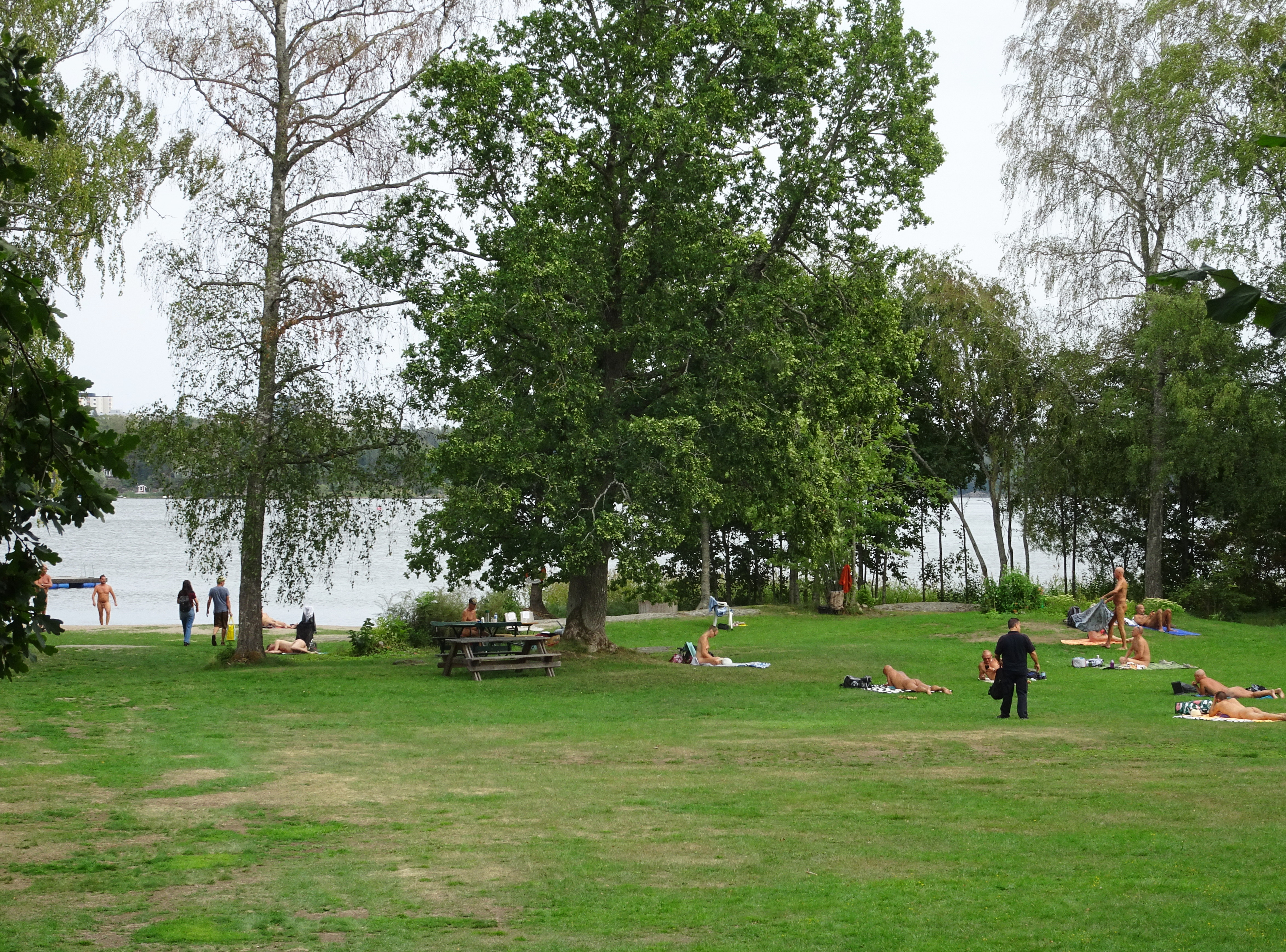
Ågestabadet (naturistbad), 2018.

Nakenbad är rekreations- eller turistanläggningar vid vatten som är avsedda för nakenbad. Anläggningarna är normalt ägda eller kontrollerade av kommunen eller en naturistförening, men i vissa fall är platsen bara etablerad som nakenbad av tradition.

## Allmänt
Vissa äldre nakenbad har separata avdelningar för herrar respektive damer, men de flesta nakenbad är numera inte könssegregerade, en utveckling som påbörjades sedan den första naturistföreningen i Sverige, Svenska friluftsföreningen, hade grundats 1931.
I Norden är nakenbad vanligen ”fribad” (”clothing optional”), där man kan välja att vara naken eller ha badkläder. På vissa föreningars anläggningar kan det förekomma att alla förväntas vara nakna. 
I Sverige är det tillåtet att bada naken överallt, förutsatt att man inte gör det på ett sätt som är ägnat att väcka förargelse hos allmänheten (förargelseväckande beteende) eller obehag hos enskild person (sexuellt ofredande) Även i de övriga nordiska länderna, i Tyskland, Holland, Österrike, Frankrike, Kroatien, Spanien, Grekland och flera andra europeiska länder är nakenbad i praktiken tillåtet på de flesta stränder om det sker med omdöme. 
Antalet nakenbad har ökat i Sverige sedan 1930-talet, men enstaka har stängts av de ansvariga under 2000-talet på grund av ökad förekomst av swingers och anmälningar om förargelseväckande beteende. På nakenbad som kontrolleras av naturistföreningar kan sådana problem ofta undvikas.

## Exempel på nakenbad i Sverige
Blekinge län
- Almö, Ronneby[7][8]

Hallands län
- Getterön (Varberg)[9]
- Hagön (Halmstad)[10][11]
- Lynga-Haverdal (Halmstad)[12]
- Långaveka (Falkenberg)[13]
- Mellbystrand (Laholm)[14]

Jönköpings län
- Baskarpbadet (Habo)[15]
- Rolstorpasjön (Värnamo)[16]

Kalmar län
- Lillön, Gränsö (Västervik)[17]
- Torpet/Ramsöbadet, Oknö (Mönsterås)[18]
- Värsnäs (Kalmar)[19]

Kronobergs län
- Hannabadet i Markaryd (inomhus)[20]

Norrbottens län
- Lulviksbadet, Luleå[21]
- Pite havsbad, Piteå[22]

Skåne län
- Råå kallbadhus (inomhus)[23]
- Sandhammaren (Löderup)[24]
- Svanrevet (Skanör)[25]
- Yngsjö (Åhus)[26]
- Ålabodarna (Landskrona)[27]
- Ribersborg, Malmö[28]

Stockholms län
- Kärsön (Stockholm)[29]
- Svärdsön (Saltsjöbaden/Stockholm)[30]
- Ågesta (Farsta/Stockholm)[31]

Uppsala län
- Breviksbadet, Åkersberga[32]
- Rullsand, havsbad, Älvkarleby[33]

Södermanland
- Lövnäsbadet, sjön Yngern, Nykvarn[34]
- Ramsen - Fjällnora (Uppsala)[35]

Västmanland
- Kungsörsbadet (inomhus)[36]

Västra Götalands län
- Amundön, söder om Göteborg[37]
- Svenljunga badhus/Moga fritid[38]

Östergötlands län
- Viggebybadet (Linköping)[39]
- Vätterviksbadet (Vadstena)[40]